# Ornithocephalus myrticola
Ornithocephalus myrticola é uma espécie de planta do gênero Ornithocephalus e da família Orchidaceae.

## Taxonomia
A espécie foi descrita em 1840 por John Lindley.
Os seguintes sinônimos já foram catalogados:
- Ornithocephalus chloroleucus  Rchb.f.
- Ornithocephalus pygmaeus  Rchb.f.
- Ornithocephalus reitzii  Pabst
- Ornithocephalus vosburghii  Ruschi

## Bioquímica
Produz a apigenina 8-C-metilpentosídeo.

## Forma de vida
É uma espécie epífita e herbácea. Suas flores possuem elaióforos.

## Conservação
A espécie faz parte da Lista Vermelha das espécies ameaçadas do estado do Espírito Santo, no sudeste do Brasil. A lista foi  publicada em 13 de junho de 2005 pelo Governo do Estado, por intermédio do Decreto nº 1.499-R.

## Distribuição
A espécie é encontrada nos estados brasileiros de Bahia, Espírito Santo, Minas Gerais, Mato Grosso, Paraná, Rio de Janeiro, Rio Grande do Sul, Santa Catarina e São Paulo. A espécie é encontrada nos domínios fitogeográficos de Cerrado e Mata Atlântica, em regiões com vegetação de cerrado, mata ciliar, floresta estacional semidecidual, floresta ombrófila pluvial e restinga.